# Mistrzostwa Europy w Wioślarstwie 2010 – jedynka wagi lekkiej kobiet
Jedynka wagi lekkiej kobiet (LW1x) – konkurencja rozgrywana podczas Mistrzostw Europy w Wioślarstwie 2010 w Montemor-o-Velho między 10 a 12 września.

## Harmonogram konkurencji
| Wydarzenie               | Runda      |
| ------------------------ | ---------- |
| Piątek, 10 września 2010 | Eliminacje |
| Piątek, 10 września 2010 | Repasaże   |
| Sobota, 11 września 2010 | Finał B    |
| Sobota, 11 września 2010 | Finał A    |

## Medaliści
| Złoto                        | Srebro                         | Brąz                  |
| Niemcy · Marie-Louise Dräger | Austria · Michaela Taupe-Traer | Włochy · Laura Milani |

## Wyniki

### Eliminacje
Reguła kwalifikacji: 1-2 → FA, 3.. → R

#### Eliminacje 1
| Miejsce | Zawodnik             | Kraj       | Czas    | Uwagi |
| ------- | -------------------- | ---------- | ------- | ----- |
| 1       | Laura Milani         | Włochy     | 7:52,87 | FA    |
| 2       | Michaela Taupe-Traer | Austria    | 7:57,20 | FA    |
| 3       | Weronika Deresz      | Polska     | 8:17,52 | R     |
| 4       | Barbora Sagová       | Słowacja   | 8:26,86 | R     |
| 5       | Tania Saraiva        | Portugalia | 8:56,61 | R     |

#### Eliminacje 2
| Miejsce | Zawodnik            | Kraj       | Czas    | Uwagi |
| ------- | ------------------- | ---------- | ------- | ----- |
| 1       | Marie-Louise Dräger | Niemcy     | 7:56,67 | FA    |
| 2       | Alena Krywaszejenka | Białoruś   | 8:01,69 | FA    |
| 3       | Sara Karlsson       | Szwecja    | 8:14,12 | R     |
| 4       | Coralie Simon       | Francja    | 8:17,65 | R     |
| 5       | Olivia Wyss         | Szwajcaria | 8:23,77 | R     |

### Repasaże
Reguła kwalifikacji: 1-2 → FA, 3... → FB
| Miejsce | Zawodnik        | Kraj       | Czas     | Uwagi |
| ------- | --------------- | ---------- | -------- | ----- |
| 1       | Sara Karlsson   | Szwecja    | 8:54,07  | FA    |
| 2       | Weronika Deresz | Polska     | 8:59,26  | FA    |
| 3       | Coralie Simon   | Francja    | 9:08,32  | FB    |
| 4       | Olivia Wyss     | Szwajcaria | 9:11,07  | FB    |
| 5       | Barbora Sagová  | Słowacja   | 9:16,57  | FB    |
| 6       | Tania Saraiva   | Portugalia | 10:15,67 | FB    |

### Finał B
| Miejsce | Zawodnik       | Kraj       | Czas    | Uwagi |
| ------- | -------------- | ---------- | ------- | ----- |
| 1       | Coralie Simon  | Francja    | 8:30,11 |       |
| 2       | Olivia Wyss    | Szwajcaria | 8:41,55 |       |
| 3       | Barbora Sagová | Słowacja   | 9:11,50 |       |
| 4       | Tania Saraiva  | Portugalia | 9:19,58 |       |

### Finał A
| Miejsce | Zawodnik             | Kraj     | Czas    | Uwagi |
| ------- | -------------------- | -------- | ------- | ----- |
|         | Marie-Louise Dräger  | Niemcy   | 8:39,47 |       |
|         | Michaela Taupe-Traer | Austria  | 8:46,15 |       |
|         | Laura Milani         | Włochy   | 8:53,30 |       |
| 4       | Sara Karlsson        | Szwecja  | 8:55,42 |       |
| 5       | Alena Krywaszejenka  | Białoruś | 9:03,18 |       |
| 6       | Weronika Deresz      | Polska   | 9:05,50 |       |